# Serveur XMPP
 (septembre 2020).
Un serveur XMPP est un logiciel serveur qui implémente le protocole de communication XMPP.

## Liste

### Libre
- BlueMind
- chime (Java) http://www.codecobra.com/chime/ (plus disponible)
- Citadel (C) http://www.citadel.org/
- DJabberd (Perl) http://danga.com/djabberd/
- ejabberd (Erlang) Home page and Community Site
- jabberd14 (C) http://jabberd.org/
- jabberd2 (C) http://jabberd2.org/
- Openfire (Wildfire Server) (Java) https://www.igniterealtime.org/projects/openfire/
- OpenIM (Java) http://www.open-im.net/
- pretzel (Python) http://code.google.com/p/pretzel/
- psyced (LPC) http://www.psyced.org/
- Prosody (Lua) https://prosody.im/
- Metronome IM (en), fork de Prosody (Lua) https://github.com/maranda/metronome
- MongooseIM (Erlang) https://www.erlang-solutions.com/products/mongooseim.html https://github.com/esl/MongooseIM
- Tigase (Java) http://www.tigase.org/
- WPJabber (C) http://spik.wp.pl/jabber.html
- xmppd.py (Python) http://xmpppy.sourceforge.net/

### Propriétaire
- Antepo OPN
- CommuniGate Pro  (Site officiel)
- Jabber XCP (Site officiel)
- Jerry Messenger (Java) (Site officiel)
- Kerio Connect (Site officiel)
- Serveur Messages de macOS Server (anciennement iChat Server)
- M-Link Server (Site officiel)
- SoapBox Server (.NET Framework) (Site officiel)
- Oracle Communications Instant Messaging Server
- TIMP.NET
- symlynX psyced (Site officiel)